# Atletism la Jocurile Olimpice de vară din 2016 - Săritura în înălțime (feminin)
Proba feminină de săritură în înălțime de la Jocurile Olimpice de vară din 2016 a avut loc în perioada 18–20 august la Stadionul Olimpic.

## Recorduri
Înaintea acestei competiții, recordurile mondiale și olimpice erau următoarele:
| Record           | Atlet                    | Rezultat | Loc           | Data           |
| ---------------- | ------------------------ | -------- | ------------- | -------------- |
| Recordul mondial | Stefka Kostadinova (BUL) | 2,09 m   | Roma, Italia  | 30 august 1987 |
| Recordul olimpic | Elena Slesarenko (RUS)   | 2,06 m   | Atena, Grecia | 28 august 2004 |

## Rezultate

### Calificări
Baremul de calificare: 1,94 m (Q) sau printre primele 12 săritoare (q)
| Loc | Grup | Nume                       | Țară                       | 1,80 | 1,85 | 1,89 | 1,92 | 1,94 | Rezultat | Note      |
| --- | ---- | -------------------------- | -------------------------- | ---- | ---- | ---- | ---- | ---- | -------- | --------- |
| 1   | B    | Ruth Beitia                | Spania                     | –    | o    | o    | o    | o    | 1.94     | (C)       |
| 1   | A    | Chaunte Lowe               | Statele Unite ale Americii | o    | o    | o    | o    | o    | 1.94     | (C)       |
| 1   | B    | Inika Mcpherson            | Statele Unite ale Americii | –    | o    | –    | o    | o    | 1.94     | (C), (SB) |
| 1   | B    | Svetlana Radzivil          | Uzbekistan                 | o    | o    | o    | o    | o    | 1.94     | (C)       |
| 1   | A    | Levern Spencer             | Sfânta Lucia               | o    | o    | o    | o    | o    | 1.94     | (C)       |
| 1   | B    | Blanka Vlašić              | Croația                    | –    | o    | o    | o    | o    | 1.94     | (C)       |
| 7   | B    | Sofie Skoog                | Suedia                     | o    | o    | xo   | o    | o    | 1.94     | (C), (PB) |
| 7   | B    | Alessia Trost              | Italia                     | o    | o    | xo   | o    | o    | 1.94     | (C)       |
| 9   | A    | Mirela Demireva            | Bulgaria                   | o    | o    | o    | xxo  | o    | 1.94     | (C)       |
| 9   | B    | Kamila Lićwinko            | Polonia                    | –    | o    | xo   | xo   | o    | 1.94     | (C)       |
| 11  | B    | Airinė Palšytė             | Lituania                   | o    | o    | o    | xo   | xo   | 1.94     | (C)       |
| 12  | B    | Marie-Laurence Jungfleisch | Germania                   | o    | o    | o    | xxo  | xo   | 1.94     | (C)       |
| 13  | A    | Iryna Gerashchenko         | Ucraina                    | o    | o    | o    | o    | xxo  | 1.94     | (C), (SB) |
| 14  | B    | Alyxandria Treasure        | Canada                     | o    | o    | o    | xo   | xxo  | 1.94     | (C), (PB) |
| 15  | A    | Vashti Cunningham          | Statele Unite ale Americii | –    | o    | xo   | xo   | xxo  | 1.94     | (C)       |
| 15  | A    | Morgan Lake                | Marea Britanie             | o    | o    | o    | xxo  | xxo  | 1.94     | (C), (PB) |
| 15  | A    | Desirée Rossit             | Italia                     | o    | o    | xxo  | o    | xxo  | 1.94     | (C)       |
| 18  | A    | Michaela Hruba             | Cehia                      | o    | o    | o    | o    | xxx  | 1.92     |           |
| 19  | A    | Yuliya Levchenko           | Ucraina                    | o    | o    | xo   | o    | xxx  | 1.92     |           |
| 20  | A    | Nadiya Dusanova            | Uzbekistan                 | o    | o    | xo   | xo   | xxx  | 1.92     |           |
| 21  | B    | Maruša Černjul             | Slovenia                   | o    | o    | o    | xxo  | xxx  | 1.92     |           |
| 22  | B    | Oksana Okuneva             | Ucraina                    | o    | o    | o    | xxx  |      | 1.89     |           |
| 22  | A    | Eleanor Patterson          | Australia                  | –    | o    | o    | xxx  |      | 1.89     |           |
| 22  | A    | Ana Simic                  | Croația                    | –    | o    | o    | xxx  |      | 1.89     |           |
| 25  | B    | Jeanelle Scheper           | Sfânta Lucia               | xo   | o    | o    | xxx  |      | 1.89     |           |
| 26  | B    | Linda Sandblom             | Finlanda                   | o    | xo   | xo   | xxx  |      | 1.89     |           |
| 27  | A    | Doreen Amata               | Nigeria                    | o    | xxo  | xo   | xxx  |      | 1.89     |           |
| 28  | A    | Priscilla Frederick        | Antigua și Barbuda         | o    | xxo  | xxo  | xxx  |      | 1.89     |           |
| 29  | A    | Erika Kinsey               | Suedia                     | o    | o    | xxx  |      |      | 1.85     |           |
| 29  | B    | Lissa Labiche              | Seychelles                 | o    | o    | xxx  |      |      | 1.85     |           |
| 31  | A    | Akela Jones                | Barbados                   | o    | xo   | xxx  |      |      | 1.85     |           |
| 32  | B    | Tonje Angelsen             | Norvegia                   | xo   | xxx  |      |      |      | 1.80     |           |
| 32  | A    | Leontia Kallenou           | Cipru                      | xo   | xxx  |      |      |      | 1.80     | (SB)      |
| 32  | A    | Valentina Liashenko        | Georgia                    | xo   | xxx  |      |      |      | 1.80     |           |
| 32  | B    | Barbara Szabo              | Ungaria                    | xo   | xxx  |      |      |      | 1.80     |           |
| 33  | B    | Nafissatou Thiam           | Belgia                     |      |      |      |      |      | (DNS)    |           |

### Finală
| Loc | Nume                       | Țară                       | 1,88 | 1,93 | 1,97 | 2,00 | Rezultat | Note |
| --- | -------------------------- | -------------------------- | ---- | ---- | ---- | ---- | -------- | ---- |
| 1   | Ruth Beitia                | Spania                     | o    | o    | o    | xxx  | 1.97     |      |
| 2   | Mirela Demireva            | Bulgaria                   | xo   | o    | o    | xxx  | 1.97     | (PB) |
| 3   | Blanka Vlašić              | Croația                    | xo   | xo   | xo   | xxx  | 1.97     | (SB) |
| 4   | Chaunte Lowe               | Statele Unite ale Americii | o    | o    | xxo  | xxx  | 1.97     |      |
| 5   | Alessia Trost              | Italia                     | o    | o    | xxx  |      | 1.93     |      |
| 6   | Levern Spencer             | Sfânta Lucia               | xo   | o    | xxx  |      | 1.93     |      |
| 7   | Sofie Skoog                | Suedia                     | o    | xo   | xxx  |      | 1.93     |      |
| 7   | Marie-Laurence Jungfleisch | Germania                   | o    | xo   | xxx  |      | 1.93     |      |
| 9   | Kamila Lićwinko            | Polonia                    | xo   | xo   | xxx  |      | 1.93     |      |
| 10  | Iryna Gerashchenko         | Ucraina                    | o    | xxo  | xxx  |      | 1.93     |      |
| 10  | Morgan Lake                | Marea Britanie             | o    | xxo  | xxx  |      | 1.93     |      |
| 10  | Inika McPherson            | Statele Unite ale Americii | o    | xxo  | xxx  |      | 1.93     |      |
| 13  | Airinė Palšytė             | Lituania                   | o    | xxx  |      |      | 1.88     |      |
| 13  | Svetlana Radzivil          | Uzbekistan                 | o    | xxx  |      |      | 1.88     |      |
| 13  | Vashti Cunningham          | Statele Unite ale Americii | o    | xxx  |      |      | 1.88     |      |
| 16  | Desirée Rossit             | Italia                     | xo   | xxx  |      |      | 1.88     |      |
| 17  | Alyxandria Treasure        | Canada                     | xxo  | xxx  |      |      | 1.88     |      |

## Legendă
RA Record african | AM Record american | AS Record asiatic | RE Record european | OCRecord oceanic | RO Record olimpic | RM Record mondial | RN Record național | SA Record sud-american | RC Record al competiției | DNF Nu a terminat | DNS Nu a luat startul | DS Descalificare | EL Cea mai bună performanță europeană a anului | PB Record personal | SB Cea mai bună performanță a sezonului | WL Cea mai bună performanță mondială a anului